# L'Homme à l'imperméable
L'Homme à l'imperméable is een Franse filmkomedie uit 1957 onder regie van Julien Duvivier. Het scenario is gebaseerd op de roman Tiger by the Tail (1954) van de Britse auteur James Hadley Chase.

## Verhaal
Albert Constantin speelt klarinet bij een Parijs orkest. Op een dag gaat zijn vrouw alleen op reis. De hobospeler van het orkest haalt Albert ertoe over om een bezoekje te brengen aan de knappe zangeres Éva.

## Rolverdeling
| Acteur        | Personage         |
| ------------- | ----------------- |
| Fernandel     | Albert Constantin |
| Jacques Duby  | Maurice Langlois  |
| Jean Rigaux   | Émile Blondeau    |
| Judith Magre  | Éva               |
| Pierre Spiers | Orkestleider      |
| John McGiver  | O'Brien           |
| Amarande      | Esher             |
| Raoul Marco   | Regisseur         |
| Gaston Rey    | Tenor             |